# سوماری
سوماری (به پرتغالی: Sumaré) یک منطقهٔ مسکونی در برزیل است که در ایالت سائو پائولو واقع شده‌است. سوماری ۱۵۳٫۴۷ کیلومتر مربع مساحت و ۲۶۵٬۹۵۵ نفر جمعیت دارد و ۵۸۳ متر بالاتر از سطح دریا واقع شده‌است.